# Heller Schlangenstern
Der Helle Schlangenstern (Ophiura albida) (auch „Gemeiner Schlangenstern“) ist ein Schlangenstern der Gattung Ophiura in der Familie Ophiuridae und der Ordnung Ophiurida.

## Verbreitung
Der Helle Schlangenstern kommt, oft in großer Anzahl, in der (westlichen) Ostsee (bis zur Kieler Bucht), der Nordsee, der europäischen Seite des Nord-Atlantiks sowie dem Mittelmeer vor.

## Merkmale

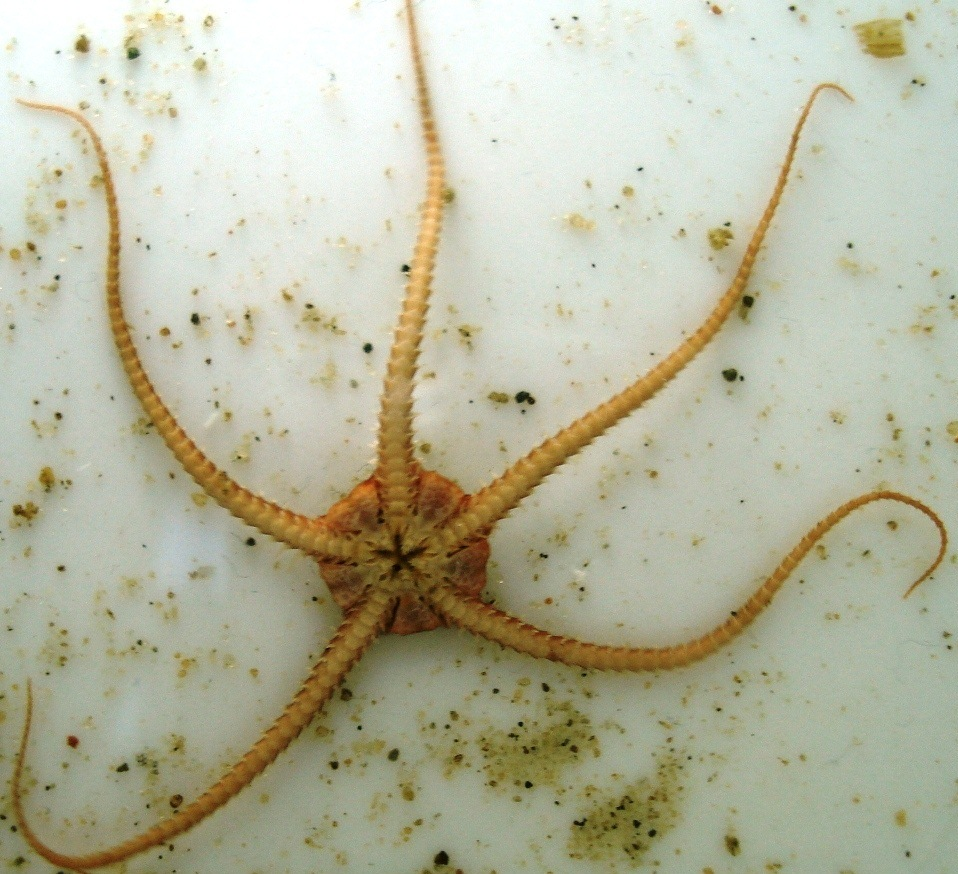
Heller Schlangenstern (Ophiura albida) – Unterseite

Der Helle Schlangenstern hat eine runde Körperscheibe (die einem Durchmesser von bis zu 1,5 cm erreicht) und fünf schlanke, geschuppt wirkenden Armen (die eine Länge von bis zu sechs Zentimetern erreichen) die sich von der Spitze zum Körper hin gleichmäßig verdicken und kurze Stacheln auf der Unterseite aufweisen. An der Ansatzstelle der Arme befinden sich zwei helle Kalkplatten, von denen sich der Name („albida“) der Art ableitet.
Die Farbe der (auf der Oberseite) einheitlich gefärbten Individuen variiert von hellem Beige über Rot bis zu dunklen braunroten Tönen. Auf der Unterseite ist die Art deutlich heller gefärbt als auf der Oberseite, meist in einem hellen Beige.

## Lebensweise
Der Helle Schlangenstern lebt auf Sediment- und Sandböden, bzw. in deren obersten Schicht, wo er sich als Allesfresser im Sediment als Jäger von bodenbewohnenden Kleinlebewesen wie Wirbellosen (Muscheln, Krebstieren) sowie von Aas und Detritus ernährt.
Er ist in der Lage sich mit Hilfe seiner sehr beweglichen Arme recht schnell fortzubewegen; herumgedrehte Tiere können sich schnell wieder umdrehen.
Die Art ist zweigeschlechtlich, die Befruchtung erfolgt extrakorporal, die Jungtiere durchlaufen eine Phase als pelagische Larven.
In der westlichen Ostsee ist die Art aufgrund des zu geringen Salzgehaltes nicht mehr fortpflanzungsfähig, gelangt jedoch im Larvenstadium dorthin.
Die Lebenserwartung des Hellen Schlangensterns wird auf bis zu drei Jahre geschätzt.